# Coureur (baseball)
 (juillet 2019).
Si vous disposez d'ouvrages ou d'articles de référence ou si vous connaissez des sites web de qualité traitant du thème abordé ici, merci de compléter l'article en donnant les références utiles à sa vérifiabilité et en les liant à la section « Notes et références ».
Pour les articles homonymes, voir Coureur (homonymie).
Au baseball un coureur est un frappeur qui a atteint les buts. Ce coureur doit essayer de toucher aux 4 buts et marquer un point. À la fin de la partie l'équipe avec le plus grand nombre de points remporte la partie

## Atteindre les buts

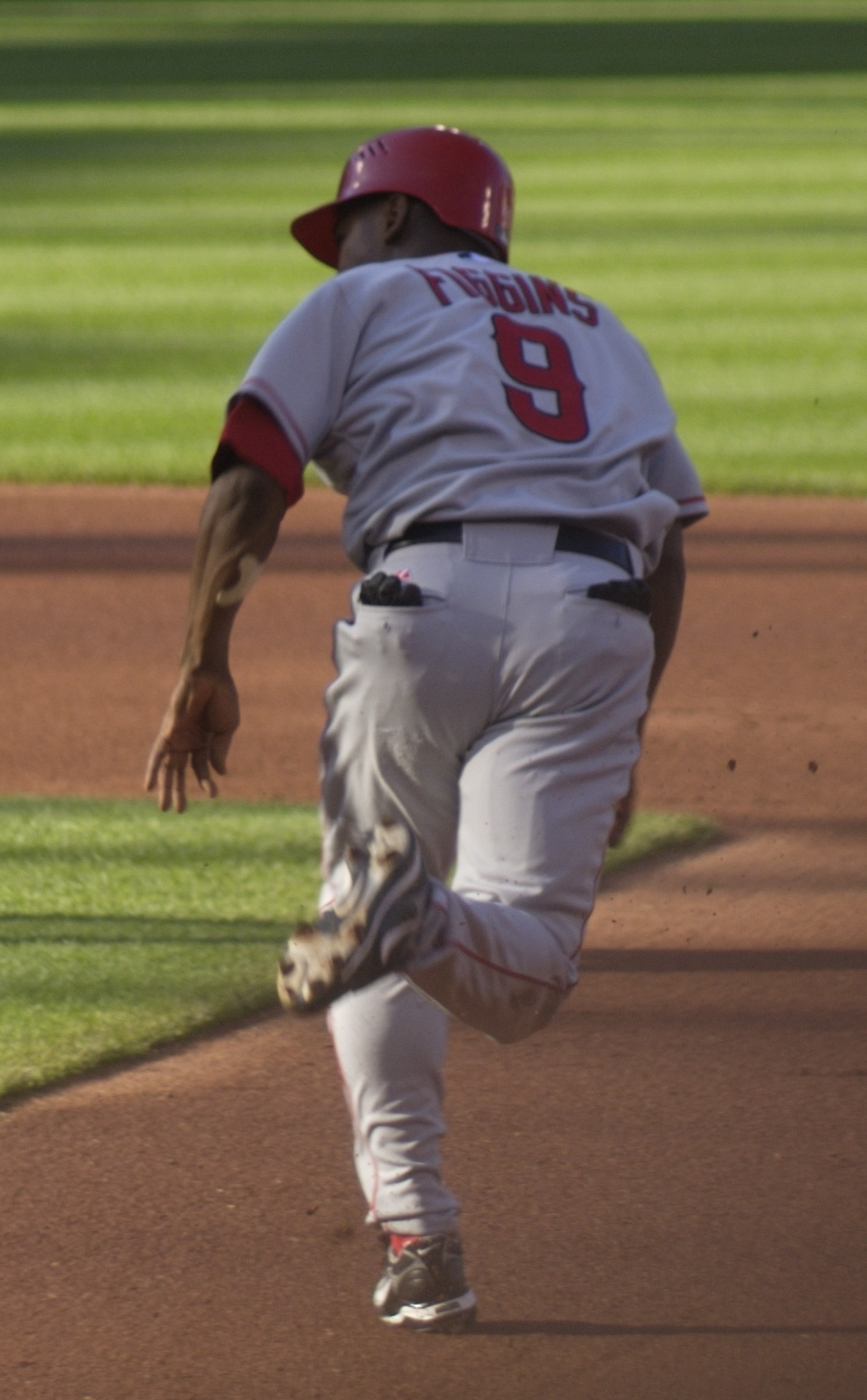
Un joueur des Angels de Los Angeles d'Anaheim vole le 2e but

Il y a différentes méthodes pour devenir coureur:
- Un coup sûr
- Un but-sur-balles - quatre lancers hors de la zone de prises.
- Être frappé par la balle lorsqu'on frappe.
- Un retrait sur les prises - si le receveur n'attrape pas la troisième prise, le frappeur a le droit d'avancer au premier but.
- Une erreur par un joueur défensif.
- Interférence par un joueur défensif.

## Naviguer les buts
Lorsqu'un frappeur atteint les buts il n'est plus un frappeur, il est un coureur. L'équipe défensive a le droit de retirer un coureur en le touchant avec la balle (ou le gant dans lequel le joueur tient la balle) pourvu qu'il ne soit pas sur un but. Le coureur a des possibilités d'avancer vers le prochain but :
- Un coup sûr frappé par un coéquipier
- Un but-sur-balles - le frappeur devient coureur lui-même et si tous les buts avant le coureur sont déjà occupés, le coureur avance au prochain but.
- Une erreur
- Une balle passée - si le receveur rate la balle lancée par le lanceur, le coureur peut avancer
- Un mauvais lancer - jeu similaire à la balle passée mais dont la faute est plutôt imputée au lanceur
- Un but volé - le coureur court sans que la balle soit frappée en jeu. Il doit atteindre le prochain but avant que l'équipe défensive lance la balle au but qu'il veut atteindre.
- Un ballon-sacrifice - le frappeur frappe la balle en l'air et un voltigeur l'attrape. Après que le voltigeur l'attrape, le coureur peut courir au prochain but, mais ne doit pas quitter le but avant que la balle ait été attrapée.

## Statistiques

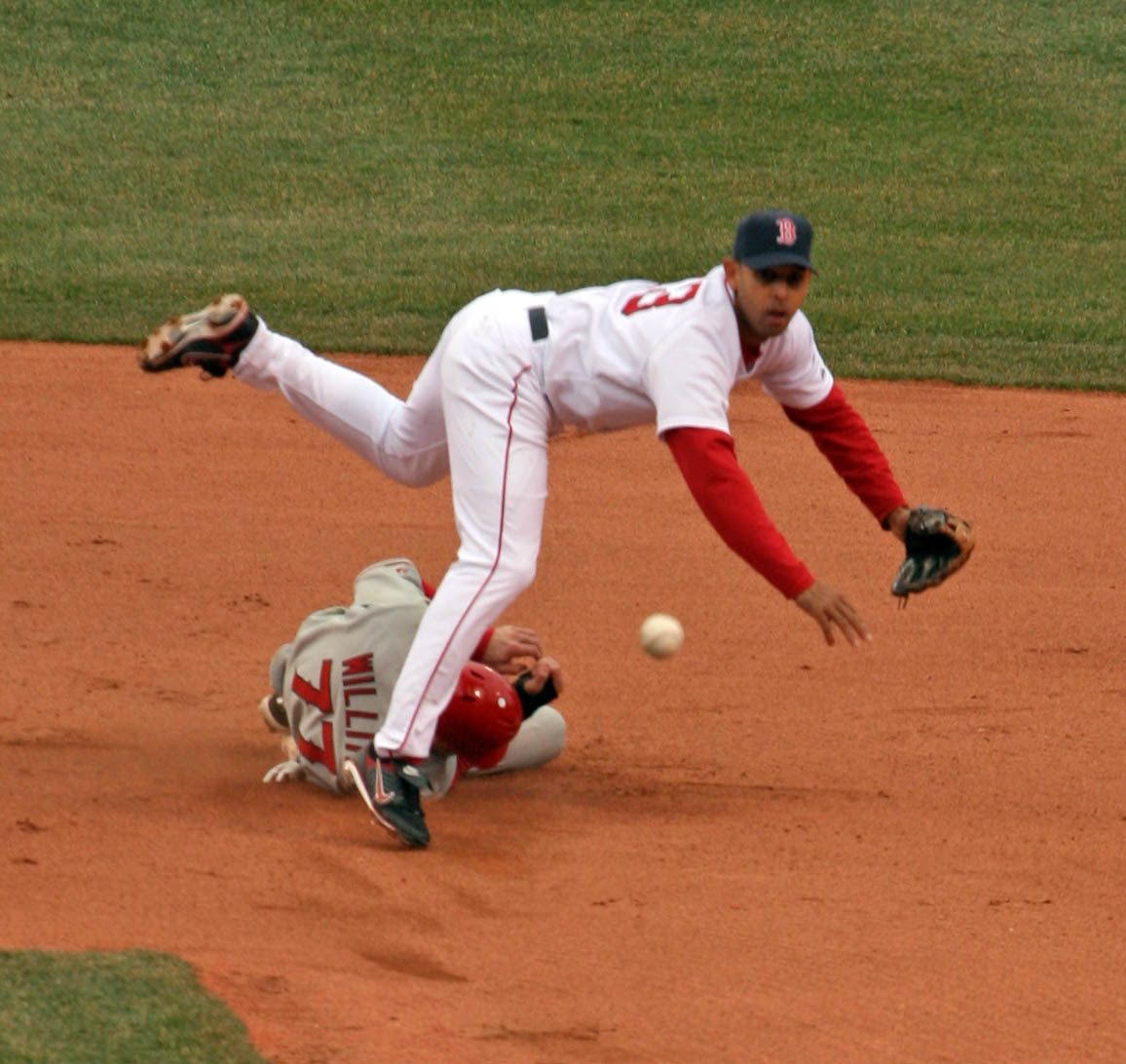
Un coureur essaie d'avancer au 2e but

- La moyenne au bâton indique le nombre de fois en moyenne qu'un frappeur atteint les buts avec un coup sûr.
- Le pourcentage de présences sur les buts indique le nombre de fois qu'un joueur atteint les buts avec un coup sûr, un but sur balles ou en étant frappé par la balle. Pourtant ça n'indique pas quand un coureur atteint les buts parce qu'un autre coureur a été retiré ou parce qu'il y a eu une erreur. Il est donc possible de marquer un point lorsqu'officiellement on n'a pas atteint les buts.
- Le pourcentage de puissance indique le nombre de buts moyen par présences au bâton. Un double représente 2 buts, un triple en représente 3 et un circuit en représente 4. Ce chiffre est donc la moyenne au bâton multipliée par le nombre moyen de buts par coup sûr. Le pourcentage indique quels joueurs sont les plus puissants, ainsi que quels joueurs frappent une bonne moyenne au bâton.

## Terminologie
- Les coureurs aux deuxième et troisième buts sont appelés des coureurs en position de marquer.
- Lorsqu'une équipe en offensive à un coureur au premier but et un au troisième, avec le deuxième inoccupé, on y réfère parfois par l'expression coureurs aux extrémités. Ceci réfère aux extrémités du losange que forme l'avant-champ d'un terrain de balle.
- Les coureurs laissés sur les buts sont une statistique qui définit l'efficacité de l'offensive d'une équipe. Si elle laisse beaucoup de coureurs sur les buts sans qu'ils aient marqué un point avant que la manche ne se termine, on peut donc déduire que son offensive a failli à la tâche à plusieurs reprises. Une statistique complétant celle-ci est celle des coureurs laissés en position de marquer, où seuls les joueurs abandonnés aux deuxième et troisième buts sont considérés.
- Un coureur suppléant est un joueur qui entre de la partie en remplaçant un joueur déjà autour des buts. Il peut entrer dans le match soit pour remplacer un joueur blessé, soit parce que l'équipe juge qu'il sera plus apte à compter un point car plus rapide.